# 雁来町
雁来町（かりきちょう）は北海道札幌市東区の町名。

## 地理
この町名の指す範囲は、豊平川の「豊平川第二水管橋」（環状北大橋と北十三条大橋の間に架かる水管橋）とJRの豊平川橋梁との間の左岸河川敷のみにしかあたらず、札幌市内の数ある町名の中でも特異な存在となっている。北で苗穂町・本町、豊平川を跨いだ南側で米里・菊水元町、西で中央区北2条東20丁目と隣接する。河川敷にしか存在しない町名のため、地図によっては割愛されていることがある。

## 歴史
かつては、札幌郡雁来村に当たる全域を指していたが、1902年に札幌村に編入し、札幌村大字雁来村となる。1934年、大字雁来村の一部が札幌市に編入され、札幌市字雁来町になり、残部は1937年に大字雁来村を廃し、札幌村字雁来となる。札幌村が1955年に札幌市に編入した際の字雁来に当たる区域は東雁来町にすべて呼称変更した為、雁来町に該当する区域は1934年に札幌村から札幌市に編入された区域のみにとどまっていた。更に、函館本線以西（現在の中央区内）の区域は北1条東、北2条東に、更に残った区域も苗穂町や本町に地番変更された結果、いずれにも属さなかった河川敷の区域のみ雁来町の地名が現在も残っている状況に至っている。

## 交通

### 道路
- 北海道道814号滝野上野幌自転車道線
- 北13条北郷通